# Сосна четырёххвойная
Сосна четырёххвойная (лат. Pinus quadrifolia) — вечнозелёное дерево, вид рода сосна (Pinus) семейства Сосновые (Pinaceae). Растёт в южной Калифорнии (США) и в северной части Нижней Калифорнии (Мексика), от 33°30' с. ш. до 30°30' с. ш. на высотах от 1300 м до 1800 м, иногда до 1200 м и до 2500 м. Встречается редко, образует открытые леса, обычно смешанные с можжевельником.

## Ботаническое описание
Pinus quadrifolia — это дерево от маленького до среднего размера, достигающее 8—15 м в высоту; диаметр ствола до 40 см, реже больше. Кора толстая, грубая и чешуйчатая. Листья (иголки) в пучках по 4—5, умеренно полные, длиной 2,5—5,5 см; глянцевые тёмно-зелёные без устьиц на внешней стороне листа и плотная ярко-белая полоса устьиц на внутренней поверхности. Шишки шаровидные 4—5,5 см в длину и широкие в закрытом состоянии, сначала зелёные, созревшие — от жёлтого до оранжево-жёлтого в возрасте 18—20 месяцев, с небольшим количеством толстые чешуйки, обычно с 5—10 плодородными чешуйками.
Шишки открываются до 5—7 см в ширину, когда созревают, семена остаются на чешуйках после открытия. Семена длиной 10—14 мм с тонкой оболочкой, белым эндоспермом и рудиментарным крылом 1–2 мм. Семена распространяются западноамериканской сойкой, которая вырывает семена из открытых шишек. Сойка, которая питается семенами, хранит многие семена на будущее, а некоторые из этих сохраненных семян не используются и могут вырасти в новые деревья.

## Применение
Съедобные сосновые семена, или кедровые орешки, собирают по всему ареалу, хотя по сборам P. quadrifolia уступает родственному виду Сосна съедобная (Pinus edulis). Тем не менее, из-за ограниченного ареала семена этой сосны не собираются в промышленных масштабах. Кроме этого, сосну четырёххвойную также иногда сажают как декоративное дерево, а также иногда используют как рождественскую ёлку. Главным образом, они потребляются птицами, грызунами и другими млекопитающими.
Племя индейцев Кауилла из южной Калифорнии использовало смолу, из которой делали крем для лица, обычно используемый девочками для предотвращения солнечных ожогов. Использовались также и орешки. Орешками кормили детей в качестве замены грудного молока, а также измельчали, а затем смешивали с водой в качестве напитка. Орешки обжаривали и ели целиком или превращали в кашу. Кауилла использовали орешки как предмет торговли с соседними племенами. В качестве материала для плетения использовались сосновые иголки и корни, а кора была надёжным материалом для изготовления крыш домов. Смола применялась как клей для ремонта керамики и прикрепления наконечников к стрелам. Древесину использовались как дрова и ладан, так как она имела высокую горючесть и давала приятный запах.